# الحب في ظروف صعبة (فلم)
الحب في ظروف صعبة  فيلم دراما للمخرج سيمون صالح  عام 1996 قام بكتابة القصة والسيناريو والحوار نيازي مصطفى عبد الجليل. الفيلم من بطولة مدحت صالح، هالة صدقي، نجاح الموجي، فريدة سيف النصر، وصبري عبدالمنعم  وتدور الأحداث حول الأرملة المهاجرة من السويس إلى القاهرة وما تتعرض له من مشاكل في تربية طفليها وفي أثناء ما تتعرض له تنشأ قصة حب.
صدر الفيلم إلى دور العرض المصرية في يناير 1996.
منح موقع قاعدة بيانات الأفلام العربية «السينما.كوم» الفيلم درجة 5.5/ 10.

## طاقم التمثيل
مدحت صالح: في دور عادل صبري (مطرب شاب)
هالة صدقي: في دور نوال (الأرملة والأم لطفلين)
نجاح الموجي: في دور شوقي (جار نوال)
فريدة سيف النصر: في دور فوزية (زوجة شوقي)
صبري عبد المنعم: في دور ميكانيكي السيارات
عبد الحفيظ التطاوي: في دور رجب خليل (جار نوال في السويس)
فؤاد خليل: في دور أبو سريع (الدجال المشعوذ)
محمود البنا: في دور وحيد رجب خليل (ابن عم رجب)
منى حسين: في دور فتحية رجب خليل (ابنة عم رجب)
سميرة صدقي: في دور جمالات (زوجة وحيد)
حلمي عبد الوهاب: في دور مشتري سيارة الأجرة
توفيق الكردي: في دور موظف الاستقبال
هلالي هلالي: في دور الطفل علاء (ابن نوال)
هبة هلالي: في دور الطفلة إيمان (ابنة نوال)
بالاشتراك مع: زينب عبده – حسين عرعر – هيام عبد اللطيف – محمد جمال – ليلى السيد – أشرف فتحي – حسن درويش

## أحداث الفيلم
تهاجر نوال (هالة صدقي) مع المهجرين من السويس إلى القاهرة عام 1967 وتتزوج في عابدين ويموت زوجها ويترك لها طفلين علاء (هلالي هلالي) وإيمان (هبة هلالي) وسيارة أجرة تنفق من إيرادها، ولكن السائقين يسرقونها كما أنهم لا يهتمون بصيانة السيارة. تلجأ نوال إلى جارها القديم بالسويس عم رجب خليل (عبد الحفيظ التطاوي) المقيم بالسيدة زينب مع إبنته فتحية (منى حسين) وإبنه وحيد (محمود البنا) ويدلها على الميكانيكي (صبري عبد المنعم) الذي يتعهد بإصلاح السيارة. تريد نوال بيع السيارة لإقامة مشروع، وتعرضها على جارها شوقي (نجاح الموجي) الذي يعمل في ستوديو لإنتاج شرائط الكاسيت وزوجته فوزية (فريدة سيف النصر) ولكنه يعرض 5 آلاف جنيه بينما تريد نوال 9 آلاف جنيه. تطلب نوال من عم رجب إيجاد مشتري وتحرر له توكيل للبيع. في إحدى زيارات نوال لجارتها فوزية تلتقي بالمطرب عادل صبري (مدحت صالح) الذي كان فيما سبق جار لها في السويس، وكان يحبها في صمت، وحالت ظروفه المادية عن الزواج بها، ثم تزوجت وفقد الأمل، ولكنه مازال يحبها. بعد أن علم بوفاة زوجها، راح يسعى بكل الطرق للزواج منها، وأكثر من زياراته لشوقي ووعده بمبلغ كبير لو وافقت نوال على الزواج به. يلجأ شوقي إلى الدجال أبو سريع (فؤاد خليل) لعمل حجاب المحبة، وينقاد معه عادل لهذا الدجال. يبيع عم رجب سيارة نوال بمبلغ 8 آلاف جنيه، ويستلم من المشتري (حلمي عبد الوهاب) مبلغ 7 آلاف جنيه والباقي بعد التسجيل. تصدم عم رجب، أثناء عودة للبيت، سيارة مسرعة ويموت ويتم تسليم المبلغ الذي كان بحوزته لإبنته فتحيه وإبنه وحيد. يساعدهم هذا المال في حل مشكلة زواج فتحية وتأسيس مشروع لوحيد بدلاً من اعتماده على زوجته جمالات (سميرة صدقي) بائعة الملابس بوكالة البلح. تقوم نوال برواية حقيقة المال لفتحية ولكنها ينقصها الدليل. توافق فتحية على إعادة المال، ولكن وحيد تحرضه زوجته على التمسك بالميراث. يظهر مشتري السيارة مطالباً بتسجيل عقد البيع، وهكذا تتكشف الحقائق. يتدخل عادل في الأمر ويقنع وحيد بإعادة المبلغ والتخلص من جمالات، ويعرض عليه العمل معه ويمنحه سلفة ليزوج شقيقته فتحية، ويعرض الزواج على نوال مرة أخيره وتوافق.

## وصلات خارجية
- مقالات تستعمل روابط فنية بلا صلة مع ويكي بيانات
- الحب في ظروف صعبة على موقع الدهليز
- الحب في ظروف صعبة على موقع كاروهات